# Шахове (Покровський район)
Шахове (до 1919 року — Казенно-Торсько-Олексіївське; у 1919—2016 роках — Октябрське) — село Шахівської сільської громади Покровського району Донецької області, в Україні.

## Назва
Перша офіційна назва села Шахове — Олексіївка. Під такою назвою село згадується у всіх джерелах з кінця ХVІІІ до початку ХІХ сторіччя. І тільки в середині XIX сторіччя стали вживати назву село Шахове як дублюючу назву. Назва "Шахове" ніколи офіційно не вживалася й залишалася суто народною.

## Історія
Докладніше: Історія села Шахове

### Заснування.

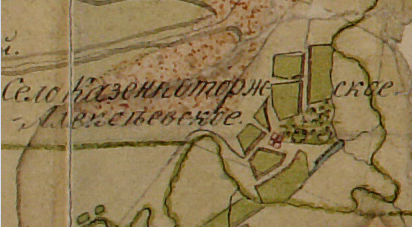
Шахове на карті складеної в 1790-х роках.

Село капітана Олексія Григоровича Шахова. У селі в 1781 році було 40 дворів, проживало 117 чоловіків і 108 жінок.
Церкву, на ім'я Святої Живоначальної Трійці в селі побудували в 1785 році на кошти О.Г.Шахова. Під церкву було виділено 33 десятини землі. За відомостями 1859 року в селі пана Л.О.Шахова було вже 70 дворів з населенням 219 чоловіків і 287 жінок. Була православна церква і три заводи. Ще одна деталь: у «Списку місць, придатних до розташування різних штабів, ротних і ескадронних» зазначаються 62 двори в селі Казенно-Торському Бахмутського повіту для розміщення піхоти. Колишня назва — Торська Олексіївка.
У 1867 році Л.О.Шахов був представником від землевласників у Бахмутському повітовому земському зібранні. У 1868 році в селі народився майбутній поет М.Ф.Чернявський, видавець першої книги на Донбасі. З 1880 року тут почали функціювати воскосвічковий і воскобойлільний заводи з продуктивністю в 13 тисяч рублів. У 1895 році земським начальником, який керував Торсько-Олексіївською волостю, був корнет запасу, кавалер Ф.А.Бантиш. Згідно з адміністративно-територіальною реформою 1866—1867 років Торсько-Олексіївське стає волосним центром (деякі краєзнавці стверджують, що це відбулося відразу після 1861 року, як у випадку з селом Гришине). 
В кінці 1890-х років земським фельдшером у селі був Жабокритський Аркадій Миколайович.
За відомостями 1908 року в селі було 190 дворів, проживало 596 чоловіків та 589 жінок. До 1911 року в Казенно-Торсько-Олексіївській волості було 1227 дворів з населенням 9500 осіб.
Першу школу відкрито у 1900 році у сільській хаті з двох кімнат. В 1903 році збудовано нове приміщення початкової школи. В селі працював волосний фельдшерський пункт.
У 1905 р. селяни пана Шахова розграбували його маєток. Репресії проведені Шаховим не повернули йому майна. Він продав свої землі заможним селянам і німецьким колоністам, а сам виїхав.
У 1906 році в селі була збудована земська лікарня, яка працює й понині.

### Період Української революції.
У лютому 1918 року виконком Дружківської Ради делегує одного з членів Ради в Казенно-Торсько-Олексіївську волость «для влаштування селянських Рад», і надає йому право конфіскувати... заходи допомоги найбіднішому селянству в засіву землі й підготував створення фонду для ремонту селянського інвентаря.

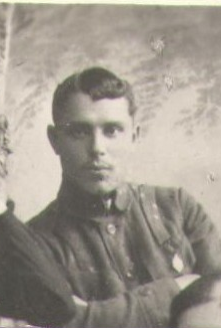
Тремба І. Т.

Радянська влада була встановлена у 1917 році, велику роль у цьому відіграли робітники Дружківки Юрченко, Тремба Денисенко, всі вони загинули у 1919 році. М.П.Денисенка, комісара 2-го полку 14-ї дивізії залишили в селі для встановлення радянської влади. Він став першим головою волостного виконкому. Був організований бойовий загін для боротьби з білогвардійцями, махновцями та бандами пана Роговського. Були створені комуни на базі панських маєтків у селах Ворошилове, Артема. Був створений волосний комітет і продзагін під керівництвом Тремби.
У 1919 році створено комітет бідноти на чолі з А.Т.Шевченко. У 1919 році село отримало назву Октябрське.
19 липня 1919 загін Червоного козацтва вибив військово-гвардійський і піхотний полк денікінців із села Шахове, захопили 15 кулеметів, полонених і коней.

15 липня 1920 ліва піхотна група махновців на чолі з Клейном з'єднався з махновським штурмом у селі Шахове, де була виділена спеціальна військова комісія з 11 осіб виборних від частин під головуванням Белаша, щоб з'ясувати причини поразки Клейна під Курахівкою. Комісія встановила:
На стоянці Клейн поводився безтурботно, не виставив спостерігачів і застав. Був поганий зв'язок і розвідка між групами, вночі утворився розрив між кавалерію та піхотою.
Спочатку комісія винесла Клейну смертний вирок, але потім замінила на сувору догану та перевела до полку, в якому був батальйон (600 осіб) китайців, латишів, повстанців інших національностей.
У 1921 році в селі махновці ліквідували Дружковсько-Костянтинівський продзагін, а ще раніше комісара Юрченка.

### Період УРСР.
У 1929 році був створений колгосп-гігант імені В.І.Леніна.
У боротьбі проти гітлерівців у роки другої світової війни брали участь 280 жителів, з них 120 загинули, 150 нагороджені орденами й медалями.
У 1947 році в Жовтневому споруджено пам'ятник на честь воїнів-визволителів і воїнів-односельчан, загиблих у боях з німецько-нацистськими загарбниками.
В 1950—1960 роках у селі знаходилась центральна садиба колгоспу «Росія», ще в селі було декілька цегельних заводів.

### Період Незалежної України
Село внесено до переліку населених пунктів, які потрібно перейменувати згідно із законом «Про засудження комуністичного та націонал-соціалістичного (нацистського) тоталітарних режимів в Україні та заборону пропаганди їхньої символіки».
27 липня 2015 року село ввійшло до складу новоствореної Шахівської сільської громади.

## Освіта та культура
ЗОШ I—III ступенів — перша школа відкрита в 1900 році. Спочатку вона розміщувалась у селянській хаті. В 1930 році побудоване нове приміщення школи. У 1937 році школа стала семирічною. У 1971 році збудоване типове приміщення нової середньої школи, інтернат і будинок для вчителів.

## Релігія
- Церква Святої Живоначальної Трійці — зруйнована церква Української православної церкви в селі Шахове.

## Відомі люди
- Шахов Олексій Григорович — перший власник села, яке з часом отримало назву від його прізвища
- Микола Федорович Чернявський — український поет.
- Гордієнко Іван Іванович  — член Українських Установчих Зборів, Української Народної Республіки.
- Юрченко Клімент — перший голова волосної ради 1918 року, комісар волості 1920—1921 рр. (1897—1921 рр.).
- Гайдук Андрій Петрович — 1917 рік.[6]

## Жертви сталінських репресій
- Зоненко Йосип Порфирович, 1907 року народження, село Октябрське Добропільського району Донецької області, українець, освіта неповна середня, безпартійний. Командир госпвзводу артилерійського парку 40 стрілецької дивізії. Заарештований 28 червня 1937 року. Засуджений військовою колегією Верховного Суду СРСР до розстрілу з конфіскацією майна та позбавленням звання лейтенанта. Вирок приведений до виконання 08 березня 1938 року. Реабілітований у 1966 році.
- Киященко Михайло Петрович, 1890 року народження, село Октябрське Добропільського району Донецької області, українець, освіта початкова, безпартійний. Проживав за місцем народження. Робітник радгоспу «Маяк». Заарештований 04 листопада 1937 року. Засуджений трійкою УНКВС по Сталінській (Донецькій) області до розстрілу. Даних про виконання вироку немає. Реабілітований у 1990 році.

## Підприємства
- ЗАТ «Глини Донбасу».[7]
- ЗАТ «Вогнеупорнеруд».[8]
- ТОВ «Шахове».

## Громади-партнери
- село Іркліїв, Черкаська область, Україна[9]